# Драбов

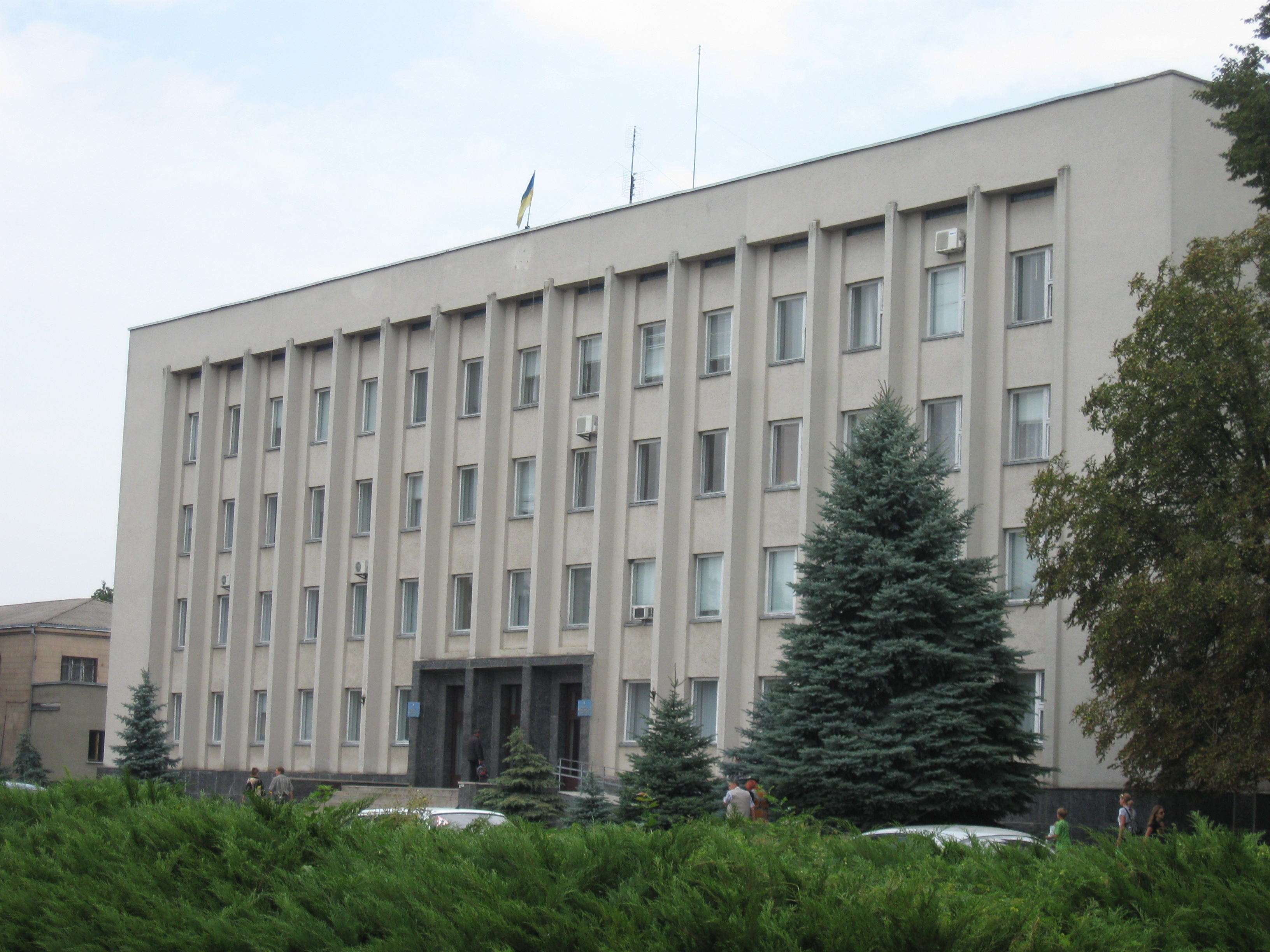
Районная администрация

Дра́бов (укр. Драбів) — посёлок в Черкасской области Украины, районный центр Золотоношского района.

## Географическое положение
Расположен в верховьях заболоченной притока Днепра реки Золотоношка, в 75 км от областного центра — города Черкассы.

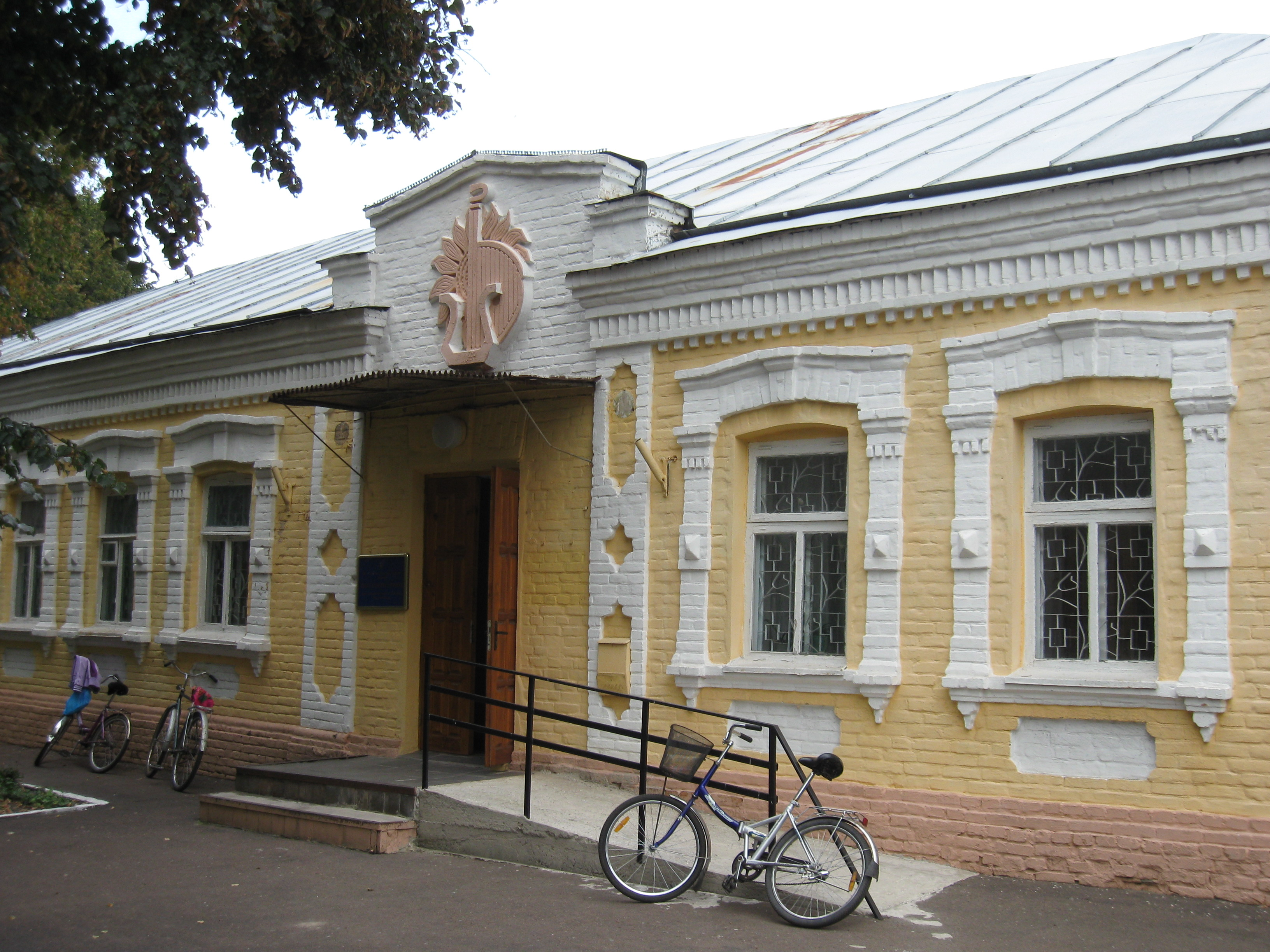
Краеведческий музей

## История
Первые сведения о Драбове относятся к 1680 году, когда богатый казак, позднее переяславский полковник Иван Мирович захватил над рекой Золотоношкой на свободном военной степи земли, где уже издавна стоял небольшой хутор. Мирович обратился к царю с просьбой выдать ему разрешение на право владения. 1691 году он получил жалованную грамоту на хутор с прудом, лесом, выпасом и сенокосами.
1707 году хутор насчитывал 7 хат.
Во время Северной войны сын Ивана Мировича Фёдор, вместе с гетманом Мазепой перешёл на сторону шведов. По указу Петра I 1718 году все имения Мировичей, в том числе хутор Драбов, были отписано князю Кантакузину. В 1738 году вдова Кантакузина отписала Драбов царской казне.
В 1775 году Екатерина II отдала земли Драбова в вечное и потомственное владение графу Петру Завадовскому.
С 1786 года в селе Михайловская церковь.
Село есть на карте 1816 года.
В 1843 году Завадовский продал Драбов князю А. И. Барятинскому.
В 1848 году Драбову был предоставлен статус местечка, он стал волостным центром Золотоношского уезда Полтавской губернии, где насчитывалось 4 700 жителей.
На начало XX века насчитывал 721 двор, 4089 жителей. Православная церковь, лавок — 12, ветряных мельниц — 59, кузниц — 4. Одноклассное училище министерства народного просвещения, ссудосберегательное товарищество, 3 ярмарки. Льнотрепальная фабрика со 112 рабочими.
9 января 1932 года здесь началось издание районной газеты.
Во время Великой Отечественной войны с 21 сентября 1941 до 1944 селение находилось под немецкой оккупацией.
После 1945 года присоединина деревня Дуниковка.
В мае 1995 года Кабинет министров Украины утвердил решение о приватизации райсельхозхимии.

## Населення
В январе 1989 года численность населения составляла 7713 человек.
На 1 января 2013 года численность населения составляла 6705 человек.

### Языковой состав
Родной язык населения по данным переписи 2001 года:
| Язык       | Численность, чел. | Доля     |
| ---------- | ----------------- | -------- |
| Украинский | 7 040             | 98,16 %  |
| Русский    | 120               | 1,67 %   |
| Другое     | 12                | 0,17 %   |
| Итого      | 7 172             | 100,00 % |

## Транспорт
В 13 км от железнодорожной станции Драбово-Барятинская.

## Известные люди
В Драбове родился украинский хореограф Н. П. Коломиец.
Так же родились, два известных инженера технолога Марыняка Валерий Анатольевич и Марыняка Екатерина Анатольевна, которые внесли значительный вклад в развитие технологии литья пластмассы под давлением.